# Cristián Bogado
Cristián Venancio Bogado Morínigo (Villarrica, 7 gennaio 1987) è un calciatore paraguaiano, attaccante dell Audax Italiano.

## Carriera

### Club
Ha giocato nella massima serie del campionato paraguaiano, cileno e argentino.

## Palmarès

### Club

#### Competizioni nazionali
- Campionato cileno: 1

Colo-Colo: Clausura 2009